# Tripoli
«Тріполі» (італ. Tripoli) — торпедний крейсер Королівських ВМС Італії 2-ї половини XIX століття; 

## Історія створення
Експериментальний крейсер «Тріполі» був першим справжнім торпедним крейсером в італійському флоті. Він був розроблений італійським кораблебудівником Бенедетто Бріном.  
Крейсер був закладений на верфі «Regio Cantiere di Castellammare di Stabia», Кастелламмаре-ді-Стабія 10 червня 1885 року. Спущений на воду 26 серпня 1886 року, вступив у стрій 1 грудня 1886 року.

## Конструкція
Корпус корабля був суцільнометалевим, з двома щоглами. 
Силова установка складалась з 6 парових котлів та 3 парових машин подвійного розширення, кожна з яких обертала свій гвинт. Її потужність становила 2 543 к.с., що забезпечувало швидкість у 17,5 вузлів.
Палуба крейсера була броньованою та мала товщину 38 мм.
Озброєння початково складалось з однієї 120-мм гармати, шести 57-мм гармат «QF 6 pounder Nordenfelt», двох 37-мм гармат, трьох 37-м гармати Готчкісса та п'яти 356-мм торпедних апаратів.

## Історія служби
Після вступу у стрій «Тріполі» брав участь у декількох навчаннях флоту, на яких відпрацьовувався захист італійського узбережжя. У 1895 році він був включений до складу 2-ї Дивізії крейсерів.
У 1897-1898 роках крейсер був модернізований. На ньому були встановлені нові парові котли німецького виробництва, а також були зняті щогли. У 1910 році корабель був переобладнаний на мінний загороджувач.
Після модернізації його озброєння складалось з двох 76,2-мм гармат, чотирьох 57-мм гармат та 64 мін. Торпедні апарати були демонтовані. 
Корабель не брав участі у бойових діях під час італійсько-турецької війни, перебуваючи весь час у Венеції.
Після вступу Італії у Першу світову війну командувач італійського флоту Паоло Таон ді Ревель вважав активні дії у вузькому Адріатичному морі небезпечними через загрозу, яка походила від австро-угорських підводних човнів та мін. Натомість він вирішив організувати блокаду на півдні Адріатики головними силами флоту, в той час, коли малі кораблі здійснювали рейди на ворожі кораблі та берегові укріплення. У рамках цієї стратегії використовувався також «Тріполі», здійснюючи постановку мін біля ворожого узбережжя.
1 липня 1921 року корабель офіційно був перекласифікований у мінний загороджувач. Але вже незабаром, 4 березня 1923 року він був виключений зі списків флоту та проданий на злам.